# Hideo Hosono

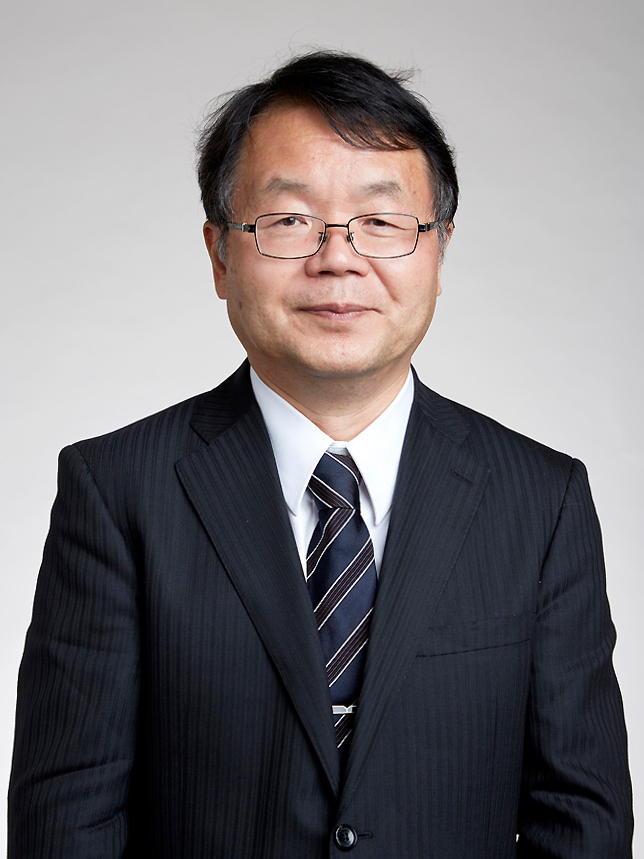
Hideo Hosono, 2017

Hideo Hosono (jap. 細野 秀雄 Hosono Hideo; * 7. September 1953 in Kawagoe, Präfektur Saitama) ist ein japanischer Physiker und 2008 Ko-Entdecker einer neuen Klasse von Hochtemperatur-Supraleitern, den Eisenhaltigen Hochtemperatursupraleitern.

## Leben
Hosono erhielt 1982 den Ph.D. an der Tokyo Metropolitan University. Im selben Jahr wurde er Research Associate und 1990 Associate Professor am Nagoya Institute of Technology. Später im Jahre 1993 wurde er Associate Professor am Tōkyō Kōgyō Daigaku. 1999 wurde er Professor der Functional Ceramics Division am Materials and Structures Laboratory (MSL). Er war Leiter des Projekts ERATO Hosono Transparent Electro-Active Materials Project und leitet das Projekt COE Nanomaterial Frontier Cultivation for Industrial Collaboration.
Seine Forschungsgebiete sind anorganische Materialwissenschaften und Wide-Gap Oxide Semiconductors. Er ist ein Pionier von Dünnschichttransistoren mit transparenten, amorphen Oxid-Halbleitern (TAOS, transparent amorphous oxide semiconductor).
Eine völlig neuartige und unerwartete Klasse von Hochtemperatursupraleitern entdeckte Hosono mit Kollegen im Jahr 2008: Eine Verbindung aus Eisen, Lanthan, Phosphor und Sauerstoff kann supraleitend sein. Überraschend war der Anteil an Eisenatomen, weil jedes bekannte supraleitende Material durch ausreichend starke Magnetfelder normalleitend wird. Die Supraleitfähigkeit dieser eisenhaltigen Substanzen entdeckten sie schon 2006.
Hosono hat etwa 450 Papers veröffentlicht und ist Inhaber von circa 70 Patenten. Seit 2013 zählt ihn Thomson Reuters aufgrund der Zahl seiner Zitationen zu den Favoriten auf einen Nobelpreis (Thomson Reuters Citation Laureates).

## Auszeichnungen
- 1986 Progress Award der Ceramic Society von Japan
- 1991 Otto-Schott-Forschungspreis der Ernst Abbé Stiftung, Deutschland[7]
- 1994 W. H. Zachariasen Award[8]
- 1997 Ichimura Scientific Award
- 1999 Scientific Award der Ceramic Society von Japan
- 2001 Inoue Scientific Award
- 2002 Best Paper Award of SPIE
- 2004 Scientific Award der Chemical Society von Japan
- 2009 Bernd T. Matthias Prize
- 2010 Asahi-Preis
- 2012 Nishina-Preis
- 2016 Japan-Preis
- 2017 Auswärtiges Mitglied der Royal Society
- 2018 Von Hippel Award
- 2020 Mitglied der Sächsischen Akademie der Wissenschaften
- 2022 Eduard-Rhein-Preis

## Ausgewählte Veröffentlichungen
- Handbook of Transparent Conductors, Ginley, David S.; Hosono, Hideo; Paine, David C. (Eds.), ISBN 978-1-4419-1637-2
- Kawazoe,H.;Yasukawa,M.; Yanagi, H.;and Hosono,H., P-type electrical conduction in transparent thin films of CuAlO2, Nature, 389, 939~942 (1997).
- Nomura, K.; Ohta, H.; Ueda, K.; Kamiya, T.; Hirano, M.; Hosono, H. Thin-film transistor fabricated in single-crystalline transparent oxide semiconductor. Science 300, 1269-1272 (2003).
- Hayashi, K.; Matsuishi, S.; Kamiya, T.; Hirano, M.; Hosono, H. Light-induced conversion of an insulating refractory oxide into a persistent electronic conductor. Nature 419, 462-465 (2002).
- Matsuishi, S.; Toda, Y.; Miyakawa, M.; Hayashi, K.; Kamiya, K.; Hirano, M.; Tanaka, I.; Hosono, H. High-density electron anions in a nano-porous single crystal: [Ca24Al28O64]4+(4e-). Science 301, 626-629 (2003).
- Nomura,K.;Ohta,H.;Takagi,A.; Kamiya,T.; Hirano,M.; Hosono,H. Room-Temperature Fabrication of Transparent Flexible Thin Film Transistors Using Amorphous Oxide Semiconductors, Nature, 432, S. 488–492 (2004).
- K. Nomura, A. Takagi, T. Kamiya, H. Ohta, M. Hirano, H. Hosono: Amorphous oxide semiconductors for high-performance flexible thin-film transistors, Japanese Journal of Applied Physics, Part 1, Band 45, 2006, S. 4303–4308
- Yoichi Kamihara, Hidenori Hiramatsu, Masahiro Hirano, Ryuto Kawamura, Hiroshi Yanagi, Toshio Kamiya, Hideo Hosono: Iron-Based Layered Superconductor: LaOFeP, J. American Chemical Society, Band 128, 2006, S. 10012–10013,  doi:10.1021/ja063355c
- Yoichi Kamihara, Takumi Watanabe, Masahiro Hirano, Hideo Hosono: Iron-Based Layered Superconductor La[O1-xFx]FeAs (x = 0.05−0.12) with Tc = 26 K, J. American Chemical Society, Band 130, 2008, S. 3296–3297,  doi:10.1021/ja800073m
- Hiroki Takahashi, Kazumi Igawa, Kazunobu Arii, Yoichi Kamihara, Masahiro Hirano, Hideo Hosono: Superconductivity at 43 K in an iron-based layered compound LaO1-xFxFeAs, Nature, Band 453, 2008, S. 376–378, Abstract